# Diocèse de Carcassonne et Narbonne
Le diocèse de Carcassonne et Narbonne (en latin : dioecesis Carcassonensis et Narbonensis) est un diocèse de l'Église catholique en France. Son évêque est Bruno Valentin,.

## Territoire
Le diocèse couvre le département de l'Aude ainsi que le canton de Quérigut du département de l'Ariège.

## Histoire
Le diocèse de Carcassonne est érigé en 533. Il devient suffragant de l'archidiocèse de Narbonne.
Le premier évêque de Carcassonne dont l'existence est attestée est Serge qui participa au concile de Tolède et à celui de Narbonne.
Par la constitution civile du clergé du 12 juillet 1790, l'Assemblée nationale constituante supprime le siège épiscopal de Carcassonne. Mais la constitution n'est pas reconnue par le Saint-Siège.
À la suite du concordat de 1801, par la bulle Qui Christi Domini du 29 novembre 1801, le pape Pie VII conserve le diocèse de Carcassonne pour les départements de l'Aude et des Pyrénées-Orientales ainsi que le canton de Quérigut du département de l'Ariège.
Conformément aux articles organiques du 28 germinal an X, le diocèse devient un établissement public du culte : la mense épiscopale de Carcassonne.
Par la bulle Paternae caritatis du 6 octobre 1822, Pie VII rétablit le diocèse de Perpignan pour le département des Pyrénées-Orientales.
Le 1er janvier 1906, date de l'entrée en vigueur de la loi de séparation des Églises et de l'État du 9 décembre 1905, la mense épiscopale de Carcassonne est dissoute.
Par un décret du 8 décembre 2002, la Congrégation pour les évêques élève le diocèse de Montpellier au rang d'archidiocèse métropolitain et le diocèse de Carcassonne devient un de ses suffragants.
Le 14 juin 2006, le titre du siège supprimé de Narbonne est transféré de Toulouse au diocèse de Carcassonne qui prend son nom actuel de diocèse de Carcassonne et Narbonne.
En janvier 2009, les anciens sièges épiscopaux d'Alet et de Saint-Papoul, situés sur le territoire diocésain, sont restaurés en tant que sièges titulaires.

## Cathédrales et basiliques mineures
La cathédrale Saint-Michel de Carcassonne, dédiée à l'archange saint Michel, est l'église cathédrale du diocèse. La cathédrale Saint-Just-et-Saint-Pasteur de Narbonne, dédiée aux saints saints Just et Pasteur, a rang de cocathédrale. Ils sont tous trois patrons du diocèse. 
Trois autres édifices ont eu le rang de cathédrale par le passé :
- la Basilique Saint-Nazaire-et-Saint-Celse de Carcassonne, dédiée à saint Nazaire de Milan et à saint Celse de Milan, était l'ancienne cathédrale du diocèse ;
- la cathédrale de Saint-Papoul, dédiée à saint Papoul, était l'église cathédrale de l'ancien diocèse de Saint-Papoul (restauré en 2009 en tant que siège titulaire) ;
- la cathédrale d'Alet-les-Bains qui fut l'église cathédrale de l'ancien diocèse d'Alet (restauré en 2009 en tant que siège titulaire).

Outre les basiliques Saint-Just et Saint-Pasteur de Narbonne et Saint-Nazaire et Saint-Celse de Carcassonne, le diocèse compte deux autres basiliques mineures :
- la basilique Notre-Dame de Marceille, à Limoux ;
- la basilique Saint-Paul-Serge de Narbonne, dédiée à saint Paul de Narbonne.